# SKV Altenmarkt
SKV Altenmarkt ist ein Fußballverein aus Altenmarkt an der Triesting. Die Frauenfußballabteilung des SKV Altenmarkt, bei dem die Herrenmannschaft 2016 aufgelöst wurde, besteht seit 2004. Die erste Mannschaft spielt in der ÖFB Frauen-Bundesliga. Die zweite Mannschaft tritt in der Future League an.

## Vereinsgeschichte
Nachdem in den 1960er Jahren mehrere Vereine gegründet wurden, darunter der UFC Altenmarkt 1961 und die Fußballabteilung des TSV Altenmarkt 1965 gründeten Franz Grundböck, Stellvertreter Gustav Steinbacher, Organisationsleiter Karl Pöcha, Schriftführer Franz Aigner, Kassier Hanns Balber und Beirat Franz Rotheneder 18. Juli 1979 den SKV Altenmarkt als weiteren Fußballverein.
Präsidenten des Vereines seit 1978:
- 05/1978 bis 07/1990: Anton Kraus sen.
- seit 12/1994: Verena Satran

## Frauenfußball
| 2004 – heute                     | 2004 – heute                                                    | 2004 – heute           | 2004 – heute           | 2004 – heute           | 2004 – heute           | 2004 – heute           | 2004 – heute           |
| Saison                           | Platz (Teiln.)                                                  | Sp                     | S                      | U                      | N                      | Tore                   | Pkt.                   |
| Gebietsliga Süd/Südost           | Gebietsliga Süd/Südost                                          | Gebietsliga Süd/Südost | Gebietsliga Süd/Südost | Gebietsliga Süd/Südost | Gebietsliga Süd/Südost | Gebietsliga Süd/Südost | Gebietsliga Süd/Südost |
| -------------------------------- | --------------------------------------------------------------- | ---------------------- | ---------------------- | ---------------------- | ---------------------- | ---------------------- | ---------------------- |
| 2004/05                          | 03. (6)                                                         | 10                     | 05                     | 0                      | 05                     | 28:28                  | 15                     |
| 2005/06                          | 03. (9)                                                         | 16                     | 11                     | 01                     | 04                     | 46:22                  | 34                     |
| 2006/07                          | 01. (8)                                                         | 14                     | 14                     | 0                      | 0                      | 132:15                 | 42                     |
| NÖN-Frauenliga Teamsport Güttler |                                                                 |                        |                        |                        |                        |                        |                        |
| 2007/08                          | 01. (10)                                                        | 18                     | 17                     | 0                      | 01                     | 96:15                  | 51                     |
| 2. Frauenliga Ost                |                                                                 |                        |                        |                        |                        |                        |                        |
| 2008/09                          | 01. (10)                                                        | 22                     | 20                     | 0                      | 02                     | 149:25                 | 60                     |
| 2008/09                          | Relegation: SKV Altenmarkt hat gegen FC Stattegg verloren.      |                        |                        |                        |                        |                        |                        |
| 2009/10                          | 02. (12)                                                        | 22                     | 18                     | 02                     | 02                     | 148:21                 | 56                     |
| 2010/11                          | 02. (11)                                                        | 20                     | 16                     | 02                     | 02                     | 98:26                  | 50                     |
| 2011/12                          | 01. (12)                                                        | 22                     | 20                     | 02                     | 0                      | 112:29                 | 62                     |
| 2011/12                          | Relegation: SKV Altenmarkt stieg auf, da HSV Wals nicht antrat. |                        |                        |                        |                        |                        |                        |
| ÖFB Frauen-Bundesliga            |                                                                 |                        |                        |                        |                        |                        |                        |
| 2012/13                          | 07. (10)                                                        | 18                     | 06                     | 01                     | 011                    | 33:38                  | 19                     |
| 2013/14                          | 03. (10)                                                        | 18                     | 08                     | 03                     | 07                     | 22:29                  | 27                     |
| 2014/15                          | 07. (10)                                                        | 18                     | 05                     | 03                     | 10                     | 18:26                  | 18                     |
| 2015/16                          | 04. (10)                                                        | 18                     | 08                     | 03                     | 07                     | 31:30                  | 27                     |
| 2016/17                          | 06. (10)                                                        | 18                     | 07                     | 02                     | 09                     | 32:27                  | 23                     |
| 2017/18                          | 07. (10)                                                        | 18                     | 05                     | 06                     | 07                     | 23:33                  | 21                     |
| Legende                          |                                                                 |                        |                        |                        |                        |                        |                        |
|                                  | Aufstieg                                                        |                        |                        |                        |                        |                        |                        |

Die Frauenmannschaft des SKV Altenmarkt wurde 2004 unter Präsidentin Verena Satran gegründet und spielte in den Anfangsjahren in der Gebietsliga Süd/Südost. Im dritten Jahr konnte der Aufstieg in die niederösterreichische Landesliga fixiert werden, in der man in der nächsten Saison den Aufstieg in die zweite österreichische Frauenliga schaffte. Im ersten Jahr in der 2. Liga wurde man Erster, doch man verlor die Relegationsspiele gegen den FC Stattegg. Im vierten Jahr konnte man wieder den ersten Platz erreichen und schaffte auch den Aufstieg in ÖFB-Frauenliga, da der HSV Wals aus Salzburg nicht antrat. Bisher platzierte man sich in der ÖFB Frauen-Bundesliga immer im Mittelfeld.

### Zweite Mannschaft
Die 2. Frauenmannschaft des SKV Altenmarkt spielt in der Future League.

### Trainer
Trainer der Kampfmannschaft seit 2004:
- 05/2004 – 06/06: Hans Bulant
- 07/2006 – 06/07: Toni Wurmetzberger
- 07/2007 – 06/08: Roland Krammer
- 07/2008 – 10/09: Thomas Michetschläger
- 10/2009 – 06/11: Helmut Schuster
- 06/2011 – 02/12: Marko Penava
- 03/2012 – 06/12: Ludwig Balatka
- 07/2012 – 11/14: Tito Spindler
- 12/2014 – 05/15: Kurt Hoffer
- 06/2015 – 12/16: Andi Radakovits
- 01/2017 – 06/17: Kurt Hoffer
- 08/2020 – 05/21: Milivoj Vujanovic
- seit 07/2021: Mario Graf

### Sektionsleiter
Sektionsleiter der Kampfmannschaft seit 2003:
- 05/2003 – 12/2011 Inge Obermüller
- 12/2011 – 06/1203 Vera Falb
- 06/2013 – 09/2013 Gerhard Sögner
- seit 10/2013: Maria Michalovic

### Titel und Erfolge
- 2 × Meister der 2. Fraunliga: 2008, 2012
- 1 × Landesliga-Meister: 2008
- 1 × Meister der Gebietsliga Süd/Südost: 2007

## Männerfußball
Die ehemalige Herrenabteilung wurde wie der Verein am 18. Juli 1979 gegründet und am 30. Juni 2016 aufgelöst.

### Trainer
Trainer der Kampfmannschaft seit 1979:
- 06/1979 – 06/1982: Nemec Josef
- 06/1982 – 04/1983: Alexander Kasch
- 04/1983 – 12/1983: Dietmar Pfirstinger und Alfred Grandl
- 01/1984 – 06/1984: Josef Matzinger
- 06/1984 – 06/1985: Helmut Steiner
- 10/1985 – 06/1986: Josef Haberl
- 06/1985 – 06/1986: Helmut Ungerböck
- 06/1986 – 04/1987: Walter Rudolf
- 04/1987 – 05/1990: Kurt Hoffer
- 05/1990 – 06/1990: Hans Hönigsperger
- 06/1994 – 12/1995: Ludwig Balatka
- 01/1996 – 12/1996: Meha Mustafic
- 01/1997 – 03/1998: Thomas Michetschläger
- 03/1998 – 06/1998: Roland Krammer
- 06/1998 – 10/1998: Marko Penava
- 10/1998 – 10/1999: Josef Matzinger
- 10/1999 – 03/2000: Günther Bader
- 03/2000 – 12/2000: Roman Schöck
- 01/2001 – 06/2001: Josef Schöny
- 09/2001 – 06/2002: Thomas Michetschläger
- 06/2002 – 06/2005: Helmut Schuster
- 06/2005 – 06/2006: Christian Schwaiger
- 07/2006 – 12/2006: Karl Weinauer
- 01/2007 – 06/2008: Thomas Michetschläger
- 07/2008 – 09/2009: Josef Schöny
- 10/2009 – 12/2009: Roland Krammer
- 01/2010 – 06/2010: Michael Pokorny
- 07/2010 – 10/2010: August Berger
- 10/2010 – 08/2011: Manfred Hörri
- 10/2011 – 02/2012: Jürgen Moik
- 03/2012 – 06/2012: Josef Schöny
- 07/2012 – 09/2015: Günther Wurmetzberger

### Sektionsleiter
Team-Manager der Kampfmannschaft seit 1979:
- 05/1979 – 12/1979: Franz Grundböck
- 12/1979 – 07/1990: Hanns Balber
- 06/1994 – 12/1994: Otto Satran
- 01/1995 – 06/1999: Dietmar Pfirstinger
- 01/2000 – 06/2000: Andreas Zeiler
- 06/2000 – 01/2011: August Steiner
- 01/2011 – 09/2015: Thomas Wurmetzberger

### Titel und Erfolge
- Meister 1. Klasse West/Mitte 1987/88